# Walther Wenck
Walther Wenck (ur. 18 września 1900 w Wittenberdze, zm. 1 maja 1982 niedaleko Ried im Innkreis) – niemiecki wojskowy, przemysłowiec i bojówkarz, generał wojsk pancernych, szef wydziału operacyjnego OKH, dowódca 12 Armii. Uczestnik II wojny światowej oraz rewolucji listopadowej.

## Życiorys
Urodził się jako trzeci syn oficera Maximiliana Wencka. Od 1911 roku w armii pruskiej jako kadet. W lutym 1919 wstąpił do Freikorpsu Wilhelma Reinharda i wziął udział w walkach w Berlinie. W tym samym roku został przyjęty do Reichswehry, służył w 9 pułku piechoty, gdzie po raz pierwszy spotkał Heinza Guderiana, z którym późniejsze losy wojenne wielokrotnie go łączyły. Od 1932 w 3. (Pruskim) Batalionie Zmotoryzowanym (dowodzonym przez Guderiana), który był kuźnią kadr wojsk pancernych Wehrmachtu. W 1936 ukończył kurs dla oficerów sztabu generalnego, a następnie uczestniczył w pracach organizacyjnych nad tworzeniem pierwszych niemieckich dywizji pancernych. Od 1938 dowódca 2 pułku pancernego, a od 1 kwietnia 1939 szef sztabu 1 Dywizji Pancernej.

### II wojna światowa
Za udział w 1939 roku w agresji na Polskę odznaczony Krzyżem Żelaznym I i II klasy. W czasie inwazji na Francję w maju 1940 został lekko ranny w nogę. Wraz ze swoją dywizją wziął udział w ataku na ZSRR, za co w 1942 został odznaczony złotym Krzyżem Niemieckim. W okresie luty 1942 – sierpień 1942 oddelegowany do nauczania taktyki wojsk pancernych. W sierpniu 1942 objął stanowisko szefa sztabu LVII Korpusu Pancernego. Za zasługi w czasie walk nad Donem, został odznaczony Krzyżem Rycerskim oraz Krzyżem Komandorskim Orderu Gwiazdy Rumunii za „Męstwo Wojskowe” z mieczami. Od marca 1943 szef sztabu 1 Armii Pancernej, a od marca 1944 szef sztabu Grupy Armii Południowa Ukraina. Po zamachu na Hitlera 20 lipca 1944 został szefem wydziału operacyjnego OKH.

### Obrona Berlina
13 lutego 1945 na zdecydowane żądanie Guderiana, wbrew woli Hitlera, został wyznaczony na dowódcę przeprowadzenia operacji Sonnenwende pod Stargardem. 17 lutego wracając z Berlina na stanowisko dowodzenia operacją, po przejęciu kierownicy od zmęczonego kierowcy, zasnął i pod miejscowością Altlandsberg uległ poważnemu wypadkowi samochodowemu.
6 kwietnia został dowódcą 12 Armii, tzw. „Armii Wencka” (według Hitlera miała być ostatnią nadzieją Rzeszy w bitwie o Berlin). Szczupłe siły nowej armii, składającej się głównie z oddziałów od nowa sformowanych z rozbitków innych formacji oraz różnych oddziałów zapasowych i tyłowych, wykluczały możliwość wykonania postawionego zadania. W ostatnich dniach kwietnia i na początku maja, Wenck organizował działania mające na celu umożliwienie wydostania się jak największej liczby żołnierzy i cywili na zachodni brzeg Łaby, po prowizorycznej drewnianej kładce zbudowanej na resztkach mostu koło Tangermünde, do amerykańskiej strefy wpływów. 7 maja w ratuszu w Stendal poddał się Amerykanom.

### Po wojnie
W 1947 zwolniony z amerykańskiego obozu jenieckiego, pracował w sektorze prywatnym. Zginął w wypadku samochodowym w Austrii. Pochowany w miejscu zamieszkania w Bad Rothenfelde.

## Awanse
- podchorąży – 27 sierpnia 1919
- podporucznik – 1 lutego 1923
- porucznik – 1 lutego 1928
- kapitan – 1 maja 1934
- major – 1 marca 1939
- podpułkownik – 1 grudnia 1940
- pułkownik – 1 czerwca 1942[1]
- generał – 1 marca 1943 (starszeństwo od 1 sierpnia 1943)[1]
- generał porucznik – 1 kwietnia 1944[1]
- generał wojsk pancernych – 6 kwietnia 1945 (starszeństwo od 1 listopada 1944)